# Boston Children's Hospital
El Boston Children's Hospital (en català: Hospital per nens de Boston) és un hospital infantil que es troba en l'àrea mèdica de Longwood a Boston, Massachusetts, als Estats Units d'Amèrica. El centre mèdic és l'hospital docent de la Universitat Harvard.